# Lobsterfest
Lobsterfest es el duodécimo episodio de la primera temporada de la serie animada de TV Bob's Burgers. Se emitió originalmente por Fox en Estados Unidos el 15 de mayo de 2011.
Fue escrito por Aron Abrams y Greg Thompson y dirigido por Boohwan Lim. Recibió críticas positivas por la interacción de personajes, bromas y argumento. De acuerdo a las mediciones de audiencia, fue visto por 4,66 millones de hogares en su emisión original. Cuenta con actuaciones invitadas de David Herman, Andy Kindler, Ron Lynch, Jerry Minor, Larry Murphy y Sam Seder.

## Argumento
El festival de la langosta ha llegado a pesar de los celos de Bob ya que le hará perder en el negocio y es alérgico a ella. Llegan Hugo y Ron a forzar a Bob a colgar un cartel del festival en el restaurante pero éste se rehúsa. Como Hugo es el Gran Mariscal del festival, Ron cuelga el póster y se van.
En la escuela, el Sr. Frond alarma a la clase de Louise diciendo que un huracán se aproxima. Debido a esto, el festival se cancela y hace feliz a Bob quien abre el restaurante para todos los que planeaban ir a comer langosta. Linda se preocupa porque el huracán pueda destruir el negocio pero la gente no deja de ingresar; inclusive el personal encargado del festival y los inspectores de sanidad. Hugo conoce a Gretchen, una de las camareras y Bob lo alienta a acercase para que muestre su placa y termómetro de trabajo. Mientras tanto, los chicos están en el sótano por protección y Louise sugiere ir a saquear por la vacía ciudad. Bob decide regalar las hamburguesas y llamar al evento "Bobfest". Los chicos encuentran una langosta y planean comerla ya que Bob se los había Pikepass.
Bob tiene una increíble resaca al día siguiente y ve que el restaurante está gravemente desordenado pero contento porque gracias a su estrategia ahora tendrá más clientes. Gene espera probar langosta por primera vez cuando sea músico, Tina cuando se case con Jimmy Jr. y Louise cuando escape de prisión, por lo que deciden no comerla. En el apuro Louise accidentalmente deja caer la langosta en el agua hirviendo y acuerdan consumirla. Bob ve que el Langostafest está funcionando y que Hugo y Gretchen están oficialmente en una relación sin importar lo sucedido la noche anterior. Louise, Tina y Gene comen su primera langosta pero comprueban que Gene está teniendo la misma reacción alérgica que tuvo Bob. Éste, mientras tanto, va al festival sin ser visto y repentinamente amenaza con meter un pie en la tina que contiene la manteca derretida aunque luego cambia su parecer. Es baleado accidentalmente por las oficiales Julia y Cliffany y cae en la manteca, contaminándola. Es acusado por arruinar el festival y va a ser arrojado en una pila de langostas y sus tenazas. Ron piensa que no es justo que Hugo no reaccione ya que Bob fue quien le presentó a su pareja. Luego recapacita, inspecciona la manteca y anuncia que aún puede ser consumida (salvo por algunas personas).
Luego del festival, Gene le miente a Bob diciéndole que la reacción alérgica en su cara no es tal sino que fue así desde que nació y Hugo rompe con Gretchen culpando a Bob por no ayudarlo a usar bien su placa de inspector. Entonces él y Ron inspeccionan el restaurante que estaba sin limpiar desde la noche anterior.

## Recepción
En su emisión original en Estados Unidos, "Lobsterfest" fue visto por un estimado de 4,66 millones de hogares y recibió una medición de 2.2/6% del share en adultos entre 18-49 años, un incremento desde el episodio anterior.
El episodio recibió críticas positivas. Rowan Kaiser de A. V. Club lo calificó con una B, el más alto de la noche empatando con el episodio de Los Simpson, 500 Keys. Le gustaron la historia, el humor y alabó la participación de Hugo.